# 베토벤 메들리
"베토벤 메들리"는 2018년에 개봉한 대한민국의 영화이다. 

## 캐스팅
- 신문성 : 도빈 역
- 고현지 : 피아 역
- 서호철 : 두식 역